# Margot Segré
Margot Segré (Buenos Aires, Argentina; 18 de marzo de 1903 - Ibídem; ?) fue una actriz argentina.

## Carrera
Pionera actriz de la escena nacional argentina. Estudió y egresó de la Escuela Normal. Su hermana, Guillermina Segré, también tuvo inicios como actriz.
Debutó en 1921 con la obra La gran familia, en el teatro Olimpo de Rosario. Después trabajó como damita joven en la compañía del genial cómico argentino César Ratti. También integró otras famosas compañías como la de Enrique De Rosas, José Gómez, Camila Quiroga, Blanca Podestá y fue la primera actriz de la compañía de Enrique Arellano.
Su paso por la época de renacimiento del teatro argentino le permitió compartir escenarios con grandes figuras del momento como Chela Cordero, Elsa O'Connor, Iris Marga, Orestes Caviglia y Homero Cárpena, entre otros.
En cine tuvo su paso fugaz por el mudo, con la película Nobleza gaucha, película pionera estrenada en 1915, encabezada por Ángel Boyano, Arauco Radal, Arturo Mario, María Padín, Celestino Petray, Orfilia Rico y Julio Scarcella. Dirigida por Humberto Cairo, Ernesto Gunche y Eduardo Martínez de la Pera.

## Filmografía
- 1915: Nobleza gaucha.

## Teatro
- 1941: La novia perdida
- 1939: La hermana Josefina, junto a Blanca Podestá, Blanca Vidal, Lydia Lamaison, Malena Podestá, Thelma Carló, Esther Da Silva, Roma Marchesi, Inés Mary, Mario Danesi, Pascual Pellicciotta y José  F. Podestá.
- 1926: Fruta picada
- 1924: El castigo de amar, estrenada en el Teatro Odeón. Con la Compañía de Camila Quiroga, junto a Ana Arneodo, Consuelo Abad, Olga Casares Pearson, María Goicochea, María Moglia y Eliseo Gutiérrez.
- 1924: Como las mariposas, con Silvia Parodi, María Esther Duckse, Celia Podestá, Carlos Albornoz, José Gómez, Nicolás Fregues y Cirilo Etulain.
- 1921: La gran familia.